# 基督复活 (弗朗切斯卡)
《基督复活》是意大利文艺复兴大师皮耶罗·德拉·弗朗切斯卡的一幅湿壁画，绘于1460年代，位于意大利托斯卡纳大区圣塞波尔克罗的 Palazzo della Residenza。
皮耶罗受委托为哥特式风格的Residenza绘制湿壁画，这是一个公共会议厅，仅由首席执政官使用，他在开始议会之前会在图像前祈祷。“这幅画的世俗意义和精神意义总是紧密地交织在一起。”这幅壁画高高地贴在面向入口的内壁上，其主题是这座城市的名字（意为“圣墓”），源自9世纪两名朝圣者携带的两件圣墓遗迹。皮耶罗的基督也出现在小镇的纹章上。